# Наголян, Гурген
Гурген Наголян (Наголян-Асерсянц/Асриянц (Asryantz), Наголен, Наголин) (10 июня 1906 г. — 4 июня 1974 г.) — подполковник маньчжурской службы, начальник штаба, заместитель командира бригады Асано, агент советской разведки.

## Биография
Гурген Наголян — армянин по происхождению, уроженец Нагорного Карабаха. Стал русским эмигрантом и проживал в Харбине. Учился в Харбинском юридическом факультете. Свободно владел китайским и японским языками.
В конце 1920-х годов поступил на службу в железнодорожную полицию КВЖД. В 1932 г. поступил в Вооруженные силы Маньчжоу-Го, в которых дослужился до чина майора. После назначения в отряд Асано был произведен в подполковники.
В середине 1940-х годов возглавлял Союз резервистов. В 1945 г. выяснилось, что подполковник Наголян был агентом НКВД.
После занятия Харбина советскими войсками, выполнял для советских властей различные поручения, занимался коммерческой деятельностью и вскоре стал владельцем нескольких кинематографов в Харбине.
Осужд. 1951.04.07 ОСО при МГБ СССР. Обв. по ст. 58-4-6-9 УК РСФСР Приговор: к 15 годам ИТЛ Реаб. 1990.04.04 По заключению Военной прокуратуры КДВО, основание: по Указу ПВС СССР от 1989.01.16 [Книга памяти Хабаровского края].